# 佐治信忠
佐治 信忠（さじ のぶただ、1945年11月25日 - ）は、日本の実業家。サントリーホールディングス代表取締役会長。日本アドバタイザーズ協会理事長。ACジャパン元理事長。学校法人慶應義塾評議員・理事。一般財団法人日本ウズベキスタン・シルクロード財団評議員。2020年フォーブス日本長者番付4位。保有資産額は2020年4月時点で、94億米ドル（約1兆60億円)。

## 経歴
- 1945年11月 サントリー2代目社長の佐治敬三の長男として兵庫県川辺郡（現・川西市）にて誕生[4]。
- 1964年3月 甲陽学院高校卒業
- 1968年3月 慶應義塾大学経済学部経済学科（国際経済学：山本登ゼミ[5]）卒業
- 1971年3月 カリフォルニア大学ロサンゼルス校（UCLA）経営大学院修了
  - 同年4月 ソニー商事入社
- 1974年6月 サントリー入社
- 1989年3月 サントリー副社長に就任
- 2001年3月 サントリー社長に就任（-2009年3月）
  - 同年9月 日本洋酒酒造組合理事長就任
  - 同年12月 日本ワイナリー協会会長就任
- 2002年3月 サントリー会長兼務（-2009年3月）
  - 同年5月 社団法人総合デザイナー協会理事長就任
- 2003年8月 ビール酒造組合会長代表理事（-2004年7月）
- 2009年2月 サントリーホールディングス社長就任
- 2014年10月  サントリーホールディングス会長就任

## キリンとの経営統合破談
平成21年7月にキリンホールディングスとの経営統合が日本経済新聞によってリークされたが、平成22年2月8日に破談が発表された。サントリーの株式の約9割を握る創業一族の位置付けなどを巡って紛糾した。統合比率に関してキリン側が事前合意を覆す強硬な条件を提示したことから、佐治が一族を纏め切れず合意に至らなかったことが原因とされる。
また、上場企業であるキリンと非上場のサントリーの違いもあり、オーナー企業の方が楽だという心情も吐露した。

## 人物
- サントリー文化財団評議員会長を務める。
- 雑誌「フォーブス」2013年4月3日付の記事によると個人資産107億ドルと推定され、日本の富豪2位にランキングされた。
- 歯に衣着せぬ言動で知られ、「本音の論客」として政財界に対してストレートな物言いで話題を集めることが多い。
- 2011年10月、橋下徹（元大阪市長）の任期修了に伴う大阪府知事選挙では民主党より出馬要請されたが、実業家に専念するために辞退した。
- 宣弘社社長の小林隆吉とは大学時代に広告研究会に所属していた時からの友人である[7]。2002年には経営難となった宣弘社を買収してサン宣弘社を設立した[7]。現在は電通グループの一員となった電通アドギアに社名を変更。宣弘社は現存している。

## 参照
1. 1 2 3  “日本長者番付、首位は再び柳井正　上位50人の資産総額5％減少”.   Forbes JAPAN (2020年4月30日). 2020年5月5日閲覧。
2. ↑  “サントリーホールディングス役員”.   サントリーホールディングス. 2020年5月5日閲覧。
3. ↑  日本ウズベキスタン・シルクロード財団 本財団の目的と事業
4. ↑  グローバル企業への飛躍に向けた執念－－佐治信忠（サントリーホールディングス社長） ExciteNews 2014年9月29日付
5. ↑  『週刊ダイヤモンド』2017年2月20日
6. ↑  サントリー社長：株式上場「必要に迫られれば考える 毎日新聞平成22年2月9日
7. 1 2  DVD『宣弘社フォトニクル』 2015年9月18日発売 発売元-デジタルウルトラプロジェクト DUPJ-133 pp=2-5